# Takao Kusuno
Takao Kusuno (Yubari, 5 de maio de 1945 — São Paulo, 7 de março de 2001) foi um diretor, iluminador e artista visual japonês radicado no Brasil desde 1977. É considerado precursor da dança butoh no Brasil.
Nasceu em 1945, em Yubari, província de Hokkaido, Japão, e mudou-se para o Brasil em 1977, onde viveu e criou artisticamente até o ano de sua morte, 2001 (com um pequeno intervalo de retorno ao Japão entre os anos de 1992 e 1993).
No ano seguinte à sua chegada ao Brasil, Takao Kusuno conhece e une-se amorosamente a Felícia Megumi Ogawa (nascida em 21/05/45 e falecida em 05/06/97), historiadora e pesquisadora do teatro e da dança, que se tornou grande parceira de arte e vida - tradutora, assistente de direção, produtora e cocriadora - fundamental ao longo de sua trajetória no Brasil.
Com Corpo 1, recebe o prêmio de melhor diretor de dança da Associação Paulista de Críticos de Arte (APCA), em 1978. Sua obra posterior, o duo Quando Antes For Depois (1979), conta com Dorothy Lenner e o bailarino Denilto Gomes (1953-1994). O espetáculo inaugura a colaboração com Gomes, que dura anos. Em As Galinhas (1980), Kusuno trabalha com Renée Gumiel (1913-2006), Dorothy Lenner e Ismael Ivo (1955-2021), bailarino residente na Alemanha e que dirige-o no solo Rito do Corpo em Lua, no mesmo ano.
Em conjunto, Kusuno e Ogawa elaboram Memória Três (1983), para o Grupo Ágora. A partir de Cata Ventos (1986), intensifica-se a parceria artística com Denilto Gomes e produz para o bailarino o espetáculo Canção da Terra (1991), com a participação de Patrícia Noronha.
A Cia. Tamanduá de Dança Teatro é fundada por Kusuno em 1995. No ano seguinte a companhia estreia O Olho do Tamanduá (1996). Seu último trabalho, Quimera – O Anjo Vai Voando (1999), ocorre em ambiente hospitalar e é uma homenagem à mulher, Felícia. Recebe dois prêmios da Funarte em 1995, Estímulo e Prêmio Mambembe; o Prêmio Villanueva, de Cuba, pelo melhor espetáculo por Olho do Tamanduá (1995); e o prêmio Flávio Rangel/ Funarte (1997), pela consolidação da Cia. Tamanduá de Dança Teatro.